# Mimetus fernandi
Mimetus fernandi là một loài nhện trong họ Mimetidae.
Loài này thuộc chi Mimetus. Mimetus fernandi được miêu tả năm 1930 bởi Lessert.